# Gruzínsko-abchazský konflikt

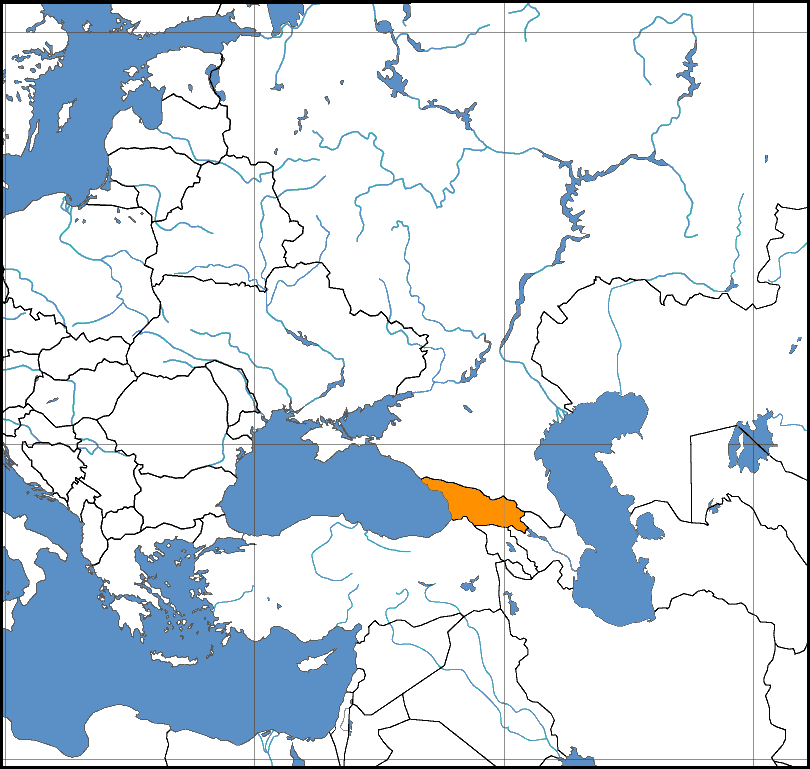
Lokace Gruzie v Eurasii

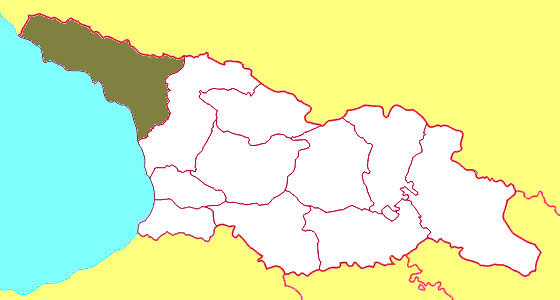
Lokace Abcházie v Gruzii

Gruzínsko-abchazský konflikt je občanský ozbrojený konflikt mezi gruzínskými a abchazskými etnickými skupinami, který má své počátky ve 30. letech 20. stol.
Konflikt se odehrál v separatistické Abcházii, která de-iure náleží Gruzii, ale po devatenácti letech konfliktu se roce 2008 fakticky stala ruským protektorátem zcela závislým na ruské vojenské, hospodářské a finanční pomoci, a která je kvůli vojenské přítomnosti Ruska často označována[zdroj?] za Ruskem okupované území.
Tento konflikt patří k nejkrvavějším z těch, které se udály v zemích bývalého Sovětského svazu, který je dodnes nevyřešen. Svou roli zde zaujímá především dlouhodobá vzájemná nevraživost mezi těmito dvěma národy, často zbytečně vyhrocená různými nacionalistickými skupinami. Celý tento konflikt se týkal především snahy Abchazů vytvořit vlastní stát, zatímco Gruzínci chtěli národní stát, ve kterém by národnostní menšiny měly velmi omezenou samosprávu. Gruzie ale pak ve snaze zabránit konfliktu Abchazům nabízela ústupky ve formě příslibu široké autonomie oblasti, ale abchazská vláda i opozice vždy odmítala jakoukoliv formu jednoty s Gruzií. Abchazové považují samostatnost za své právo a za výsledek války proti Gruzii, kterou vyhráli, a často obviňovali vládu Eduarda Ševardnadzeho z nesmyslného nepřátelství a špatného vedení.

## Příčiny konfliktu
Abcházie bývala v období starověku a středověku střídavě samostatným královstvím a součástí jiného mocnějšího státu, takže Abchazové poznali mnoho kultur a sami postupně z původního pohanství přestoupili na křesťanství a pak na islám. V roce 1810 se Abcházie stala ruským protektorátem a do Abcházie Rusové přinesli pravoslaví. V roce 1917 se Abcházie stala součástí Zakavkazské federativní demokratické republiky, která se brzy rozpadla a některé muslimské národy na Kavkazu vytvořili tzv. „Horskou republiku severního Kavkazu“. Po roce 1921 se Abcházie stala součástí Sovětského svazu a v Suchumi byla vyhlášena Abchazská sovětská socialistická republika, která ale byla po několika měsících začleněna do Gruzínské SSR, což bylo stvrzeno abchazskou ústavou v roce 1925, podle níž měly mít oba národy rovnoprávné postavení.
Jenže v roce 1931 se do vedení Komunistické strany v Gruzii dostalo silně nacionalistické křídlo v čele s Lavrentijem Berijou, které s požehnáním Stalina začalo přetvářet Gruzii v unitární stát. Byla proto potlačována práva národnostních menšin tak, aby došlo k jejich asimilaci s obyvatelstvem gruzínské národnosti. Konkrétně v Abcházii to nemuselo hned vypadat tak zle, protože byla ustavena Abchazská autonomní republika pod nadvládou Gruzínské SSR. Jenže docházelo k řízené imigraci gruzínského a ruského obyvatelstva na území Abcházie tak, že se Abchazové stali menšinou ve vlastní zemi (podle sčítání lidu z počátku 90. let tvořili Abchazové jen 17,8% obyvatel Abcházie). Správa nad územím pak přešla do gruzínských a ruských rukou a ti začali „gruzifikovat“ abchazské obyvatelstvo. Když se proti tomu Abchazové v době Vlastenecké války začali bouřit, byly násilně zavřeny abchazské školy a používání abchazštiny na veřejnosti bylo zakázáno. Dokonce bylo změněno i písmo abchazštiny tak, aby se více podobalo gruzínštině. Došlo i k potlačování náboženských svobod. Gruzifikace v té době dosáhla svého vrcholu a pravděpodobně právě kvůli tomu se pak v 90. letech celý abchazsko-gruzínský konflikt rozhořel.
Po smrti Stalina a Beriji nastal obrat a abchazské školy byly znovu otevřeny. Byly stanoveny etnické kvóty na podíl moci v oblasti spočítané poměrem počtu obyvatel menšiny na celkový počet obyvatel, takže se Abchazové zase mohli podílet na správě země a výměnou za loajálnost vůči režimu došlo i v omezené míře k obrození abchazské kultury a literatury. Takovéto rozdělení moci a provomoci, které bylo běžné ve všech autonomních oblastech SSSR, bylo Abchazci považováno za diskriminační a nespravedlivé, protože si kvůli imigraci Gruzínců do Abcházie podrželi největší vliv právě etničtí Gruzínci. To vedlo jen k ještě větší nenávisti vůči nim.
Abchazská politická reprezentace se ale několikrát pokusila v rámci svých možností o nápravu tak, že v letech 1957, 1967 a 1978 předložila Moskvě žádost o přechod Abchazské ASSR z Gruzínské pod Ruskou SFSR. Později byla přepracovaná na žádost o navrácení statusu svazové republiky, jaký měla Abcházie v roce 1921. Po velkých protestech proti gruzínské nadvládě v roce 1978, když abchazská strana obvinila Gruzii z kulturní a politické diskriminace, zasáhl do sporu moskevský ústřední výbor KSSS. Ten zajistil ústupky vůči abchazskému obyvatelstvu a velké dotace na podporu místního školství a kultury.
V 80. letech Abchazové, cítící pozvolný rozklad Sovětského svazu, opět chtěli přejít přímo pod ruskou nadvládu, protože vytušili, že ve svobodné Gruzii by přišli úplně o svou autonomii a práva. V roce 1988 zaslalo do Moskvy 58 abchazských komunistů stížnost na gruzínskou vládu, požadovali uznání práva na sebeurčení, správu vlastních záležitostí a větší pravomoc v rozhodování v gruzínské politice. V březnu následujícího roku byla sepsána petice požadující úplnou nezávislost Abcházie na Gruzii, kterou podepsalo 30 000 respondentů. Věci pak začaly mít rychlý spád vzhledem k událostem v Sovětském svazu, které následovaly.

## Občanská válka 1992–1993

### Na cestě k válce
Dne 16. červenci 1989 vypukly v abchazském hlavním městě Suchumi nepokoje, které se zvrhly v tvrdý ozbrojený boj, když bylo zabito 16 gruzínských studentů při zápisu na univerzitu. Po několika dnech do města vtrhla vojska Sovětské armády a nastolila pořádek zavedením stanného práva. Vojáci pak obvinili extrémisty z obou táborů konfliktu ze vzájemné provokace. Tento incident bývá považován za počátek celého gruzínsko-abchazského konfliktu.
V srpnu 1990 schválil gruzínský parlament zákon, který znemožňoval účast v parlamentních volbách menším politickým stranám, většinou zastupující zájmy národnostních menšin, aby byl omezen vliv menších národů na dění v politice. Na to reagovali Abchazové tím, že dne 25. října 1990 Nejvyšší sovět autonomní republiky Abcházie pod vedením Vladislava Ardzinby přijal Deklaraci o státní suverenitě Abchazské sovětské socialistické republiky, ovšem Abcházie jakožto autonomní republika k tomuto kroku neměla právo.
V dubnu 1991 byla vyhlášena samostatnost Gruzie a jejím prezidentem se stal nacionalista Zviad Gamsachurdia. Abcházie měla podle jeho plánu v nově vzniklém státě přijít o svou autonomii a stát se pouze regionem, proto bylo také referendum o vyhlášení nezávislosti Gruzie bojkotováno národnostními menšinami. V prosinci 1991 byla Gruzie v zájmu stability regionu uznána OSN, a to i její svrchovanost nad území Abchazské republiky. Proběhlo několik neúspěšných jednání mezi Gruzínci a Abchazci o vyjasnění vzájemných vztahů.
Prezident Gamsachurdia v jednom projevu k abchazskému národu označil Vladislava Ardzinbu za zrádce a agenta Moskvy, čímž vyvolal další vlnu protigruzínských protestů. Gamsachurdia se však rychle snažil svůj nešťastný výrok napravit tím, že při volbách do abchazského parlamentu přenastavil národnostní kvóty a Abchazové získali 28 křesel z 65 (ač měli jen 17,8% minoritu), Gruzínci 26 mandátů a 11 ostatní národy. Takovéto rozdělení parlamentu na dvě dominantní frakce ale spíše ještě více prohloubilo národnostní spory v zemi. Vladislav Ardzinba proto vytvořil Abchazskou Národní gardu složenou jen z rodilých Abchazů a započal personální změny na důležitých místech správy země tak, aby je zastávali také jen rodilí Abchazové. Mezitím v Gruzii byla přijata ústava z roku 1921, která považovala Gruzii za unitární stát, ve kterém se nepočítalo s existencí autonomních oblastí, proto 23. července 1992 Abcházie vyhlásila úplnou nezávislost na Gruzii a obnovila abchazskou ústavu z roku 1925, (stejně jako v roce 1990) však šlo z hlediska mezinárodního i gruzínského práva o právně nulitní čin. Proto tuto nezávislost neuznal žádný stát (až za šestnáct let během rusko-gruzínské války dne 26. 8. 2008 uznalo Abcházii Rusko) a Abcházie nadále považována za součást Gruzie. Toto vyhlášení nezávislosti posunuly vztahy mezi Tbilisi a Abcházií na bod varu.

### Ozbrojený konflikt
V lednu 1992 došlo v Gruzii k zhroucení režimu Zviada Gamsachurdii a jeho nahrazení režimem Ševardnadzeovým. Gamsachurdiovi příznivci (Zviadovci) se stáhli z hlavního města do Mingrelie. V květnu 1992 zaútočila Abchazská národní garda na Abchazské ministerstvo vnitra, které zůstalo loajální centrální vládě v Tbilisi. V této době obdrželi Abchazští separatisté těžkou výzbroj od Ruských jednotek přítomných v Abcházii a získávali podporu od Ruské strany, nicméně toto Ruské konání nebylo schváleno přímo z Mosvky. V srpnu zajali Zviadovci Gruzínskou delegaci zahrnující ministra vnitra a unesli je na západ Gruzie. Šéf gruzínské obrany Tengiz Kitovani tam vyslal svou tankovou jednotku o počtu zhruba 3000 vojáků, aby našli a vysvobodili zajaté politiky a aby obnovil pořádek v Abcházii. Rozkaz byl obsadit budovu abchazského parlamentu a nastolit pořádek v Suchumi, dokud byla pozice Abchazů nepevná. Abchazká národní garda se snažila gruzínské armádě zabránit v obsazení Suchumi, což vedlo k začátku občanské války. Výsledkem její první fáze bylo obsazení většiny území Abchazie gruzínskou armádou a mnoha mrtvými na obou stranách. 
Této bitvy se zúčastnily i skupiny extrémistů a dobrovolníků z ostatních Kavkazských regionů a po ní se do konfliktu vložila také Konfederace kavkazských národů ze severního Kavkazu, která se 19. září sešla v Grozném a otevřeně vyhlásila pomoc Abcházii a nepřátelství vůči Gruzii. Zároveň po prohře v bitvě v Suchumi nařídil Abchazský nejvyšší sovět v čele s Vladislavem Ardzinbou všeobecnou mobilizaci a přestěhování hlavního města do Gudauty, kde sídlila ruská letecká základna. Tento krok se později ukázal jako klíčový. V Gudautě totiž Abcházové oficiálně požádali o pomoc Rusko. Ruská armáda reagovala prohlášením odsuzující gruzínskou agresi, zatímco prezident Boris Jelcin se k žádosti postavil neutrálně a koncem září uspořádal v Moskvě setkání mezi Ševardnadzem a Ardzinbou, aby se vyjednala mírová smlouva, podle které se měla gruzínská vojska stáhnout a Abchazové měli zařídit stažení severokavkazských dobrovolníků. Nebyl ale dojednán ten nejdůležitější bod smlouvy, který měl definitivně upravit vztah Gruzie k Abchazům. To vedlo k obnovením bojů, do kterého již plně zasáhli i ti severokavkazští bojovníci, podporovaní kozáckými oddíly z oblasti Kubáně. Nejpočetnější dobrovolnickou armádou byli Čečenci, v jejichž řadách bojoval i tehdy ještě neznámý bojovník Šamil Basajev.

### Operace Gagra

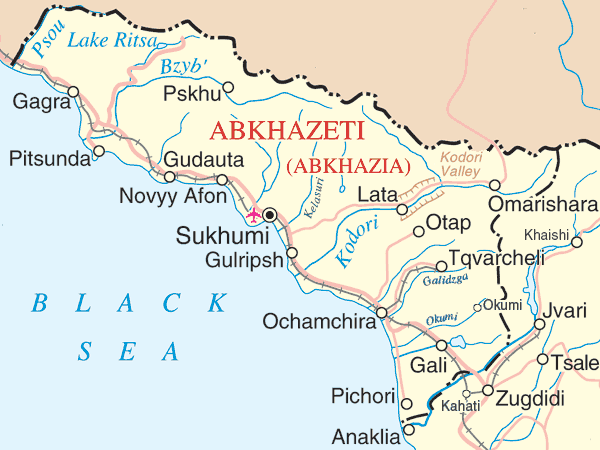
Mapa Abcházie, přístav Gagra je na ní zobrazen jako nejzápadnější sídlo.

3. září se konaly mírové rozhovory v Moskvě. Tam Abcházie podepsala dokument, opravňující pobyt Gruzínských jednotek v Abcházii, k další shodě ale nedošlo a rozhovory jsou považované za neúspěšné.  Následně 1. až 6. října 1992 proběhla tzn. bitva o Gagru. Malé město na pobřeží západní Abcházie bylo v tu dobu obsazeno Gruzínskou armádou, která se zde v době bojů o Suchumi vylodila. Zdejší posádka sice nebyla příliš početná, ale byla dobře vyzbrojená. Vojska aliance abchazské gardy, Konfederace kavkazských národů a Kozáků pod velením Šamila Basajeva ale nakonec dokázala vyhnat gruzínská vojska z této oblasti. Ševardnadze před bitvou obvinil Rusko z pomoci povstalcům, napomáhání odtržení Abcházie od Gruzie a narušování společné hranice. Rusko přitom ale podle svých slov jen evakuovalo 12 000 svých civilistů z oblasti bojů. Na toto obvinění Rusové reagovali prohlášením, že ofenzíva Gruzínců směrem ke Gudautě a překročení řeky Gumisty bude považováno za nepřátelský akt, proto zůstala posádka gruzínské armády v Gagře v boji osamocena a bez posil. Do konce roku 1992 se Abchazům povedlo obsadit zpět většinu abchazského území na západ od Suchumi.

### Mírová jednání na jaře a v létě 1993
V prosinci 1992 došlo ze strany Gruzínců k incidentu v Tkvarčeli, když byl sestřelen vrtulník ruské armády evakuující uprchlíky. Ruská armáda provedla odvetný letecký útok na Suchumi a snažila se to zamést pod koberec, ale na jaře 1993 Gruzínci sestřelili jedno ruské letadlo s ruským pilotem na palubě provádějící nálet. Moc rozruchu to ale nevyvolalo, protože v březnu 1993 začali Abcházové svoji neúspěšnou ofenzívu proti Suchumi, které bylo stále plně pod kontrolou gruzínské armády. V té době se do konfliktu vložila OSN, když od Rusů převzala úlohu vyjednávání o míru. Vyslancem generálního tajemníka OSN se stal Eduard Brunner. V květnu 1993 byla ruským diplomatem Borisem Pastuchovem vyjednána dohoda o klidu zbraní, která zahrnovala i závazek k účasti na mírové konferenci pod dohledem OSN. Abchazská strana se však jednání nezúčastnila a dohodu podepsal jen Jelcin s Ševardnadzem. Abchazové ale vyjednaný klid zbraní považovali za akt dobré vůle, nicméně po měsíci se znovu rozhořely boje v okolí Suchumi.
Během jara 1993 se začala zhoršovat bezpečnostní situace v celé Gruzii. Na západě země se totiž probudily progamsachurdiovské síly (Zviadovci), když se do Gruzie tajně vrátil exprezident Gamsachurdia. Navíc v Tbilisi a jiných gruzínských městech různé zločinecké organizace vyplenily vojenské sklady a se získanými zbraněmi pak destabilizovali celou zemi, která se ocitla na pokraji státního bankrotu. Prezident Ševardnadze proto musel zasednout k jednacímu stolu přímo s povstalci v ruském Soči, kde byla podepsána 27. července 1993 dohoda o stažení gruzínských vojsk a kavkazských jednotek z Abcházie s tím, že se tak mělo stát do 15 dnů. Dále mělo být obnoveno hlavní město Abcházie Suchumi a na celý region měly dohlížet mírové jednotky s mandátem OSN podle rezoluce č. 858 z 24. 8. 1993.

### Masakr v Suchumi
Abchazové i přes podpis smlouvy nadále zbrojili a 16. září 1993 zahájili další mohutnou ofenzívu proti nepřipraveným Gruzíncům v Suchumi. Abchazové oficiálně argumentovali neplněním dohod ze Soči ze strany Gruzie, ale ve skutečnosti vycítili jedinečnou příležitost, jak se Gruzínců zbavit, protože gruzínská armáda byla již dost oslabená a v Rusku vypukla vleklá politická krize, která umožnila ruské armádě provádět na Kavkazu, co chce, takže mohla pomoci Abchazům v boji s Gruzínci.[zdroj⁠?!] Po deseti dnech tuhých bojů bylo Suchumi 27. září dobyto a gruzínská armáda byla zatlačena až za řeku Inguri. Zároveň začal Zviad Gamsachurdia svůj ozbrojený odboj vůči Ševardnadzemu v kraji Samegrelo na západě Gruzie a jeho příznivci obsadili přístav Poti a klíčový železniční uzel v Samtredii, takže Tbilisi zůstalo odříznuté od moře. Gruzínské jednotky v Abcházii se musely vzdát a odevzdat zbraně Gamsachurdiovi.
Jakmile v Suchumi převzali vládu opět Abchazové, začal tzv. Masakr v Suchumi, který trval dva týdny. Severokavkazské jednotky spolu s abchazskými začaly pod dojmem vítězství ničit gruzínské části města a vyvražďovat obyvatelstvo gruzínského původu po celé Abcházii. Jenom v Suchumi bylo zavražděno v rámci těchto etnických čistek až 30 000 lidí [zdroj?] a 250 000 dalších lidí, převážně Gruzínců, opustilo Suchumi [zdroj?] a uprchlo přes Kodorskou soutěsku do Mingrelie, Tbilisi nebo Ruska. Během této doby bylo v Suchumi Abchazskou armádou zajato několik abchazských politiků loajálních Gruzíncům jak abchazské, tak gruzínské národnosti. Všichni byli pravděpodobně mučeni a následně popraveni, včetně Žiuliho Šartavy, hlavy Abchazské autonomní republiky. Tyto všechny události vedly k přijmutí Rezoluce Rady bezpečnosti OSN č. 876 ze dne 19. října 1993 odsuzující porušení mírové dohody ze Soči a velmi ostře odsuzující etnické čistky, které prováděla Abchazská armáda. Kvůli tomu se několikrát sešla i Organizace pro bezpečnost a spolupráci v Evropě (OSCE) v Budapešti, Lisabonu a Istanbulu. Rusko přistoupilo k totální blokádě Abcházie a přerušení dodávek elektřiny.

### Mír
Zvláštní vyslanec OSN Eduard Brunner svolal jednání o míru do Ženevy, kde měly proběhnout gruzínsko-abchazské rozhovory. Dospělo se k dohodě, podle které obě strany souhlasily s umístěním ruských jednotek na hranicích Abcházie s Gruzií podél řeky Inguri pod přísným dohledem OSN a na základě mandátu SNS. Tím byla válka z let 1992–1993 ukončena. Abcházie tuto smlouvu považovala za uhájení své nezávislosti a vítězství. V květnu 1994 byla uzavřena další dohoda upřesňující podmínky pobytu ruských vojsk u řeky Inguri. 4. prosince byla přijatá společná gruzínsko-abchazská Deklarace o opatřeních k politickému urovnání gruzínsko-abchazského konfliktu, která vyjadřovala přání obou stran nastolit pořádek a obnovit zemi. Abchazská strana se konečně ze strany Gruzie dočkala uznání práva na existenci autonomní republiky, vlastní ústavy a státnosti. Abchazové se zase museli vzdát myšlenky úplné nezávislosti a do společné kompetence zařadit zahraniční politiku, energetiku, dopravu, ekologii, občanská a lidská práva a práva národnostních menšin. Součástí deklarace byl i závazek Abchazů, že umožní bezpečný návrat domů všem válečným uprchlíkům. Do Abcházie se ale po válce vrátilo už jen málo Gruzínců. Tuto deklaraci podepsali představitelé obou znepřátelených stran, Ruska, OSN a OBSE.

## Šestidenní válka 1998
Šestidenní válka vypukla v roce 1998, když se v abchazském okrese Gali vzbouřila skupina Gruzínců. Boje sice ve skutečnosti trvaly déle než šest dnů, ale těch 6 dní trvala jen reakce abchazské armády ve dnech 20.–26. května. Jinak k útokům ze strany Gruzínců docházelo mnohem dříve.
Po občanské válce se v roce 1994 do okresu Gali vrátilo na 40–60 tisíc Gruzínců, kteří uprchli před etnickými čistkami ze září 1993. Někteří z nich byli natolik frustrovaní abchazskou nadvládou, že se chopili zbraní a vytvořili tzv. "Bílou legii" a "Bratrstvo lesa". V Suchumi odhadli jejich počet na 300 a jejich činnost označili za záškodnickou. Údajně měli tito povstalci přesvědčovat gruzínské obyvatelstvo, hlavně ženy s dětmi, aby rychle opustili zemi, protože se blíží další válka. Na jaře 1998 se situace začala zhoršovat a tyto dvě skupiny a pár dobrovolníků na vlastní pěst začaly útočit na cíle abchazské armády, která nakonec ztratila kontrolu nad okresem Gali. K nejhoršímu útoku na Abchaze došlo 18. května, když povstalci obsadili vojenskou posádku ve vesnici Repi.
Reakce Abchazů na sebe nenechala dlouho čekat a 20. května byl zahájen protiútok na Gali, kterého se účastnilo 1500 vojáků s těžkou technikou a dělostřelectvem. Povstalci byli vyzbrojeni jen ručními zbraněmi a granátomety, se kterými vedli proti Abchazům zákopovou válku. Tato šestidenní válka skončila 26. května, když abchazská armáda obnovila kontrolu nad celým okresem. Již o den dříve ale začalo odzbrojování povstaleckých skupin, na které dohlížely Spojené národy a několik mezinárodních organizací.
Poté začalo sčítání škod a ztrát. Na gruzínské straně 17 povstalců padlo, 6 bylo pohřešovaných, 24 zraněných a 1695 domů bylo srovnáno se zemí. Na abchazské straně bylo mrtvých až 300 a další velké množství bylo raněných. Ze svých domů uteklo na 30 až 40 tisíc Gruzínců, ale po krátké době se zase vrátili. Ještě během konfliktu se spekulovalo o tom, kdo za tímto povstáním stojí a Abchazové začali podezřívat centrální vládu v Tbilisi. 22. května se sešli zástupci obou národů, aby se dojednal okamžitě mír. Eduard Ševardnadze pak ujistil Abcházii, že on ani jeho vláda s povstalci nemá nic společného.

## Kodorská krize 2001
Kodorská krize vznikla v říjnu roku 2001, když se v Abcházii v Kodorské soutěsce, která zůstala pod kontrolou Gruzínců jako jediná část Abcházie, objevili čečenští bojovníci, kteří zaútočili na zdejší vojenskou hlídku. 4. října tito Čečenci zaútočili na vesnici Giorgievskoje a 8. října sestřelili vrtulník mezinárodních pozorovatelů. 18. října byla podniknuta protiakce a než vojenské jednotky dorazily na místo, byli již Čečenci pryč ze země.

## Srpen 2008
Abcházie zahájila vojenské akce proti Gruzii ve sporné soutěsce Kodori v srpnu 2008, když de facto otevřela druhou frontu bojů proti gruzínské vládě během konfliktu v Jižní Osetií Podle gruzínských zdrojů došlo v oblasti Abcházie v přístavu Ošamšira k vylodění ruské černomořské flotily o síle až čtyř tisíc mužů. Asistent generálního tajemníka OSN Pan Ki-muna oznámil, že abchazské úřady požádaly o odchod vojenských pozorovatelů OSN (UNOMIG) z údolí Horní Kodori.
Podle gruzínského ministerstva vnitra začalo na Kodorskou soutěsku 10. srpna útok i Rusko a podle agentury AFP soutěsku bombardovalo ruské letectvo. Abcházie vyhlásila mobilizaci vojenských záloh, parlament schválil výnos o vyhlášení válečného stavu a prezident Abcházie Sergej Bagapš potvrdil vyslání tisíce bojovníků do soutěsky i žádost Rusku o posílení vojenské přítomnosti na gruzínsko-abchazské hranici.
Asistent generálního tajemníka OSN Pan Ki-muna oznámil, že abchazské úřady požádaly o odchod vojenských pozorovatelů OSN (UNOMIG) z údolí Horní Kodori.

## Mezinárodní uznání
Po skončení gruzínsko-ruské války byla Abcházie uznána 26. 8. 2008 nejprve Ruskem, poté i Nikaraguou. V roce 2009 uznala Abchazií Venezuela a Nauru. Dne 23. května 2011 Abcházii uznalo Vanuatu, 18. září 2011 ji uznalo také Tuvalu.